# Mattheus van Helmont

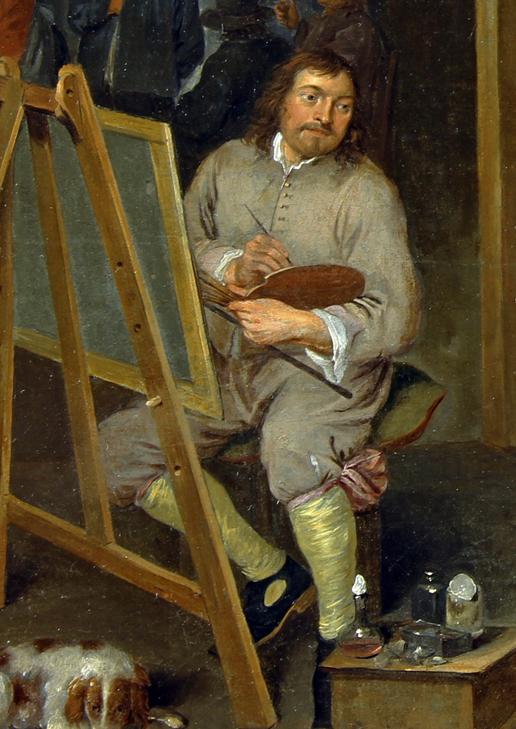
Vermoedelijk zelfportret (detail uit een groter schilderij)

Mattheus van Helmont (Antwerpen, 1623 – Brussel, na 1679) was een Vlaams schilder gespecialiseerd in genrestukken. Zijn stijl en onderwerpen werden beïnvloed door het werk van David Teniers de Jonge en Adriaen Brouwer. Zijn favoriete onderwerpen waren boerenfeesten, bruiloften, drinkers en alchemisten. Naar het einde van zijn carrière ontwikkelde hij zijn eigen persoonlijke stijl. Hij bracht het grootste deel van zijn actieve leven in Antwerpen door, maar verhuisde later naar Brussel.

## Leven
Mattheus van Helmont werd geboren in Antwerpen als zoon van Mattheus van Helmont en Elisabeth Cremers. Op 24 juli 1623 werd hij gedoopt in de Antwerpse kathedraal. Hij sloot zich aan bij het Antwerpse Sint-Lucasgilde, eerst als zoon van een meester en in 1645 als volwaardig meester.

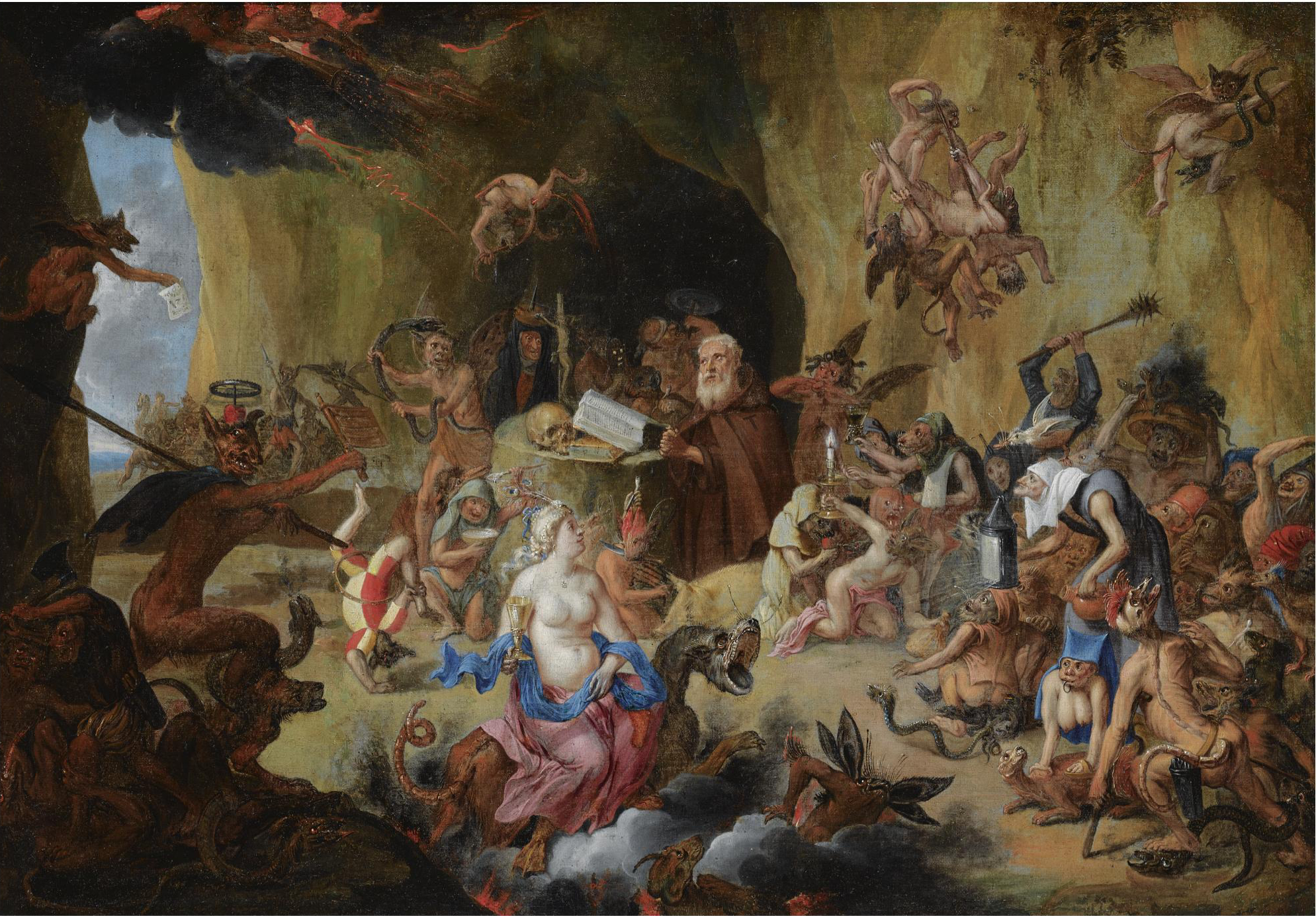
Bekoring van de H. Antonius

Zijn schilderijen van Italianiserende marktscènes suggereren dat hij mogelijk Italië heeft bezocht, maar daar is geen archivalisch bewijs van. Op 17 augustus 1647 trouwde hij met Margaratha Verstock. Het echtpaar woonde in de Lange Nieuwstraat en kreeg vier zonen, van wie er twee - Jan en Gaspard - door hun vader in het vak werden opgeleid. Ze werden beiden portretschilder.
De productie van Van Helmont was omvangrijk, maar niettemin raakte hij in de schulden, vermoedelijk vanwege zijn weerbarstige karakter en frequente betrokkenheid in vechtpartijen. Het kwam zover dat hij Antwerpen moest verlaten onder achterlating van een groot deel van zijn werk, dat toeviel aan de schuldeisers. Hij vestigde zich in 1674 in Brussel, waar hij in 1674 lid werd van het Sint-Lucasgilde. Waarschijnlijk bleef hij er de rest van zijn leven. Hij moet gestorven zijn ergens tussen 1679 en 1699.

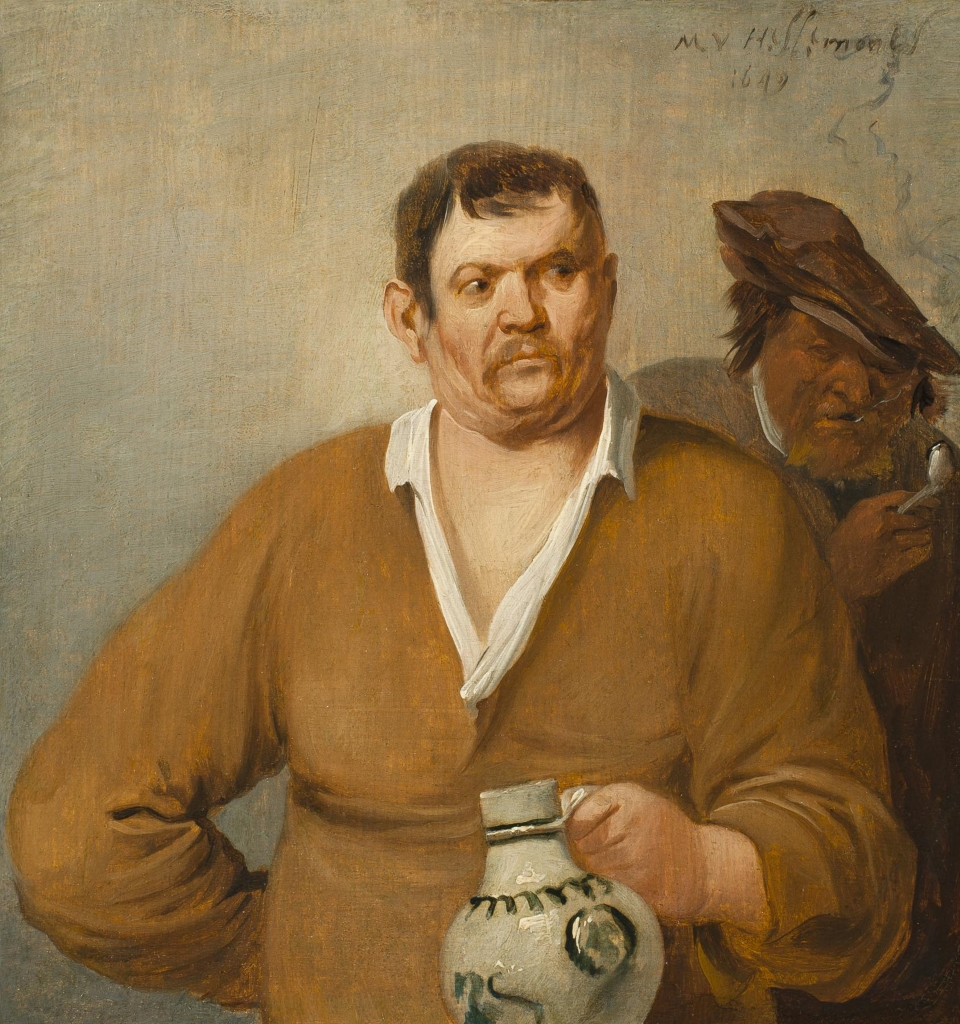
Drinker met een kan en een pijproker

## Werk
Van Helmont staat bekend om zijn grote productie, die over het algemeen gesigneerd of gemonogrammeerd is, maar zelden gedateerd. Zijn bekende werken dateren uit de periode 1638-1670. Hij was een genreschilder die zich uitleefde in interieurs met boeren, alchemisten en werklieden, kroegtaferelen, dorpsscènes, markten en kermissen. Hij schilderde ook enkele stillevens. Hij staat ook te boek als maker van singeries, een genre met als mensen uitgedoste apen dat werd gepopulariseerd door David Teniers de Jonge. Er zijn echter geen harde toeschrijvingen aan Van Helmont van werken in dit genre. 
Van Helmont werd stilistisch en thematisch beïnvloed door Adriaen Brouwer, David Ryckaert III en David Teniers II. In de laatste fase van zijn carrière werd zijn stijl persoonlijker.

## Voetnoten en referenties
1. ↑  Naamvarianten: Mattheus van Hellemont, Matheus van Helmont, Matthys van Hellemont, Mathees van Hellemont
2. ↑  Biografische gegevens bij het RKD-Nederlands Instituut voor Kunstgeschiedenis
3. 1 2  Frans Jozef Peter Van den Branden, Geschiedenis der Antwerpsche schilderschool, Antwerpen, 1883, p. 1022–1023
4. ↑  Mattheus van Helmont, A young fiddler making music, Christie’s
5. ↑  Mattheus van Helmont, The Temptation of Saint Anthony at Sotheby’s. Gearchiveerd op 5 juni 2023.

- Biografisch Portaal: 65725553
- KulturNav: 0ce150dd-8de7-410d-9a94-a7c072be2815
- RKD-Nederlands Instituut voor Kunstgeschiedenis: 37295
- Union List of Artist Names: 500025750
- Virtual International Authority File: 95840450